# Australisk porslinsblomma
Australisk porslinsblomma (Hoya australis) är en art i familjen oleanderväxter. Den förekommer naturligt i Indonesien, Nya Guinea, Samoa och Tonga, samt i norra och östra Australien. Arten odlas som krukväxt i Sverige.
Arten är en klättrande buske som kan bli 6 m lång, den är ofta epifytisk eller klättrar över klippor. Hela växten innehåller en giftig mjölksaft. Bladen är skaftade, läderartade till tjocka och suckulenta, elliptiska till äggrunda eller nästan runda, 3–6 cm långa, 2–5 cm breda, bladspetsen är rundad eller bredspetsad. De är vanligen finhåriga på undersidan. Blommorna sitter 12-30 tillsammans i flockar och blir 1,5-2,5 cm i diameter. Foderbladen 2–3 mm långa. Kronan är vit, vanligen med röd mitt. Bikronan är vit. Frukten har trinda karpeller, 10–15 cm långa, 1-1,5 cm i diameter.

## Underarter
Arten är mångformig och ett flertal underarter urskiljs:
- subsp. australis - klättrande, håriga stammar. Den har ljust gröna, tjocka blad som är håriga på båda sidor. Australien, Indonesien, Fijiöarna, Nya Kaledonien, Nya Guinea, Salomonöarna, Samoa, Tonga och Vanuatu.
- subsp. oramicola - har suckulenta, gulgröna, suckulenta blad med vågig kant. De blir mer än 5 cm långa. Australien (Queensland).
- subsp. rupicola - klättrande. Den har suckulenta, ludna, blågröna blad med raka kanter. Blommorna sitter cirka 15 tillsammans i en lös flock. Norra Australien.
- subsp. sanae - växer mer buskformigt. Bladen bli upp till 5 cm långa, är spetsiga, tjocka, gulgröna blad med något håriga undersidor och inrullade kanter. Blommorna är vita. Sandstränder i Australien.
- subsp. tenuipes - klättrande. Bladen är läderartade, mellangröna, släta, 6–10 cm långa och 4–6 cm breda med raka kanter. Blommorna är vita med lite rött under bikronan. Förekommer i Australien, Irian Jaya, Nya Guinea, Fiji,  Salomonöarna och Tonga.

## Sorter
- 'Kapoho' - en sort som upptäcktes på Hawaii. Den har ludna, nästan runda blad som blir 8–12 cm i breda De är ganska mörka med tydliga nerver.
- 'Keysii' - har läderartade, kala blad med dunig undersida. Blommorna har röda foderblad, vit krona md rött under bikronan.
- 'Lisa' - har släta, vitbrokiga blad som blir 6–7 cm långa och 4.5 cm breda. Unga blad är rosa.

## Synonymer och auktorer
subsp. australis
- Hoya dalrympleana F.Muell.
- Hoya keysii F.M.Bailey
- Hoya oligotricha K.D.Hill

subsp. oramicola P.I.Forst. & Liddle 
subsp. rupicola (K.D.Hill) P.I.Forst. & Liddle 
- Hoya rupicola K.D.Hill

subsp. sanae (F.M.Bailey) K.D.Hill 
- Hoya sanae F.M.Bailey

subsp. tenuipes (K.D.Hill) P.I.Forst. & Liddle 
- Hoya oligotricha subsp. tenuipes K.D.Hill